# せいぶのねこキャリー
『せいぶのねこキャリー』（原題：Sheriff Callie's Wild West）は、カナダのアニメ会社DHX Media制作によるCGアニメ。日本では、当初は2014年3月16日（専門チャンネル）、6月21日（朝の特別枠）より2つのディズニージュニアで土日限定で放送されており、同年11月・12月は専門チャンネル限定で平日に帯番組化していた。

## 番組概要

### あらすじ
この作品の舞台は、往年の西部劇に出てくるような、あまり大きくはないけど賑やかな町「ウキウキニコニコ町」である。主人公である、この町の保安官キャリーを中心に、常にウキウキニコニコな住人たちの交流や絆といったものをテーマにしている。

### その他
番宣では、キャリー&スパーキー、ペック&トビーの2種類のキャラ紹介と、3種類の歌（全て字幕付き）が流れる。後者については、この3つのうち1つは主題歌であるが、その字幕はカラオケ店で稼働しているカラオケ機のように歌い終わった部分の色が変わる仕様である。

## 登場人物
担当声優は、日 / 英の順。

### キャリーとその仲間たち
キャリー
声 - 中村千絵 / マンディ・ムーア
この作品の主人公で、三毛猫（しかしヒゲはない）の女保安官。一人称は「私」で、町のみんなから「キャリー保安官」または単に「保安官」と呼ばれている。スパーキーと共に任務に出発する際には、しばしば「イーハー！」とかけ声を上げる。
五芒星型のバッジ（但し、5つの頂点にきわめて小さい球が1つずついている）をチョッキの左胸部分につけていて、重要な任務の際にはそれを勢いよく回す。
投げ縄が得意だが、投げ縄の片方の端（輪になってる方）は時と場合により様々な形に変形する。通常は飛んでいった物を引き戻すのがほとんどなので、投げ縄の輪部分の径は通常は適当な1人を捕縛できるぐらいの幅だが、時には最大で（地球・太陽間の距離の）約1億5000万kmぐらい延び、またその場合に太陽を直接掴める（現実では絶対ありえないが）ぐらいに輪の径が拡がることがある。また、制御不能に陥った列車を投げ縄の上で全車両片輪走行させるエピソードもあることから、材質の面では熱と荷重に著しく強い。
ペック
声 - 寺島惇太 / ルーカス・グラビール
キャリーの副官のキツツキ。一人称は「ボク」。キャリーと全く同じ形のバッジを上着の左胸につけている。
副保安官であることを誇りにしてはいるが、少しおっちょこちょい。下向きのU字形模様の入れ墨のようなものが2列、いくつか相互連結して両腕の周りを取り巻いている。キャリーより腕前はかなり劣るが、彼も一応投げ縄が使えるらしい。
トビー
声 - 恒松あゆみ / ジェシカ・ディ・チコ
キャリー&ペックと共に働く、サボテンの姿をした男の子。一人称は「ボク」。
寝る時は、土が入れてある植木鉢の上で座ったまま寝るらしい。この作品で彼だけが動物キャラではない。
ポップコーンが大好きだが、一旦食べだすと周りが見えなくなり、食べこぼしがかなりあっても全然気にしない。
スパーキー
声 - 遠藤純平 / フランク・ウェルカー＆ディー・ブラッドリー・ベイカー
キャリーの愛馬（男の子）。性格はややデリケート気味で、キャリーに「あなたがいないと、あたしは何もできない」と言わせるほど大事にされている。
脚力が非常に強く、彼とキャリーが砂漠の中で迷ってしまったときに、あちこちを行き来しているうちにその道程だけが周囲より著しく低くなってしまい、谷が形成されていた（後にバンおじさんなどにより『助け合いの谷』と呼ばれる）。
クレメンタイン
声 - / ジェシカ・ディ・チコ
ペックの愛用の女の子ラバ。スパーキーよりは登場回数が幾分少ないが、時々「ハー、ヒーハー」などと鳴く。第7話Aパートで1度だけ、キャリーが彼女の背中に乗ったことがある。
トビーの愛馬
現時点では名前不明。クレメンタインより更に登場回数が少ない。トビーが彼（または彼女）に乗る際には、カウボーイ風に盛装（カウボーイハット＆拍車のついた靴）している。

### ウキウキニコニコ町の住人たち
プリシラ
声 - 城雅子 / クリー・サマー
スカンクで貴婦人風に着飾っている女の子。一人称は「あたし」。
お花が大好きで、お花クラブに入っていて、１つがいの鳥も飼っている。昔はキャリーやペック同様、馬を所持していた（といっても馬車牽引用で、直接またがって乗ったことはない）が、今はひたすら徒歩に専念しているらしい。
しばしば「ガッツリクッキー」というお菓子を作るが、それは誤って地面に落とした際に地面の敷石が割れてしまうほど硬い。
スティンキー
声 - 野沢聡
プリシラの従兄だが、名前の通りとても臭い。しかし、その理由の１つはいつも畑仕事をしているために単に泥臭いだけである。一人称は「オレ」（第9話Bパートでは部分的に「私」だった）。
畑仕事以外に牧場も所持していて、乳牛など数種類の家畜を飼っている。性格はのんびり屋さんで、しゃべる速さも全キャラ中一番ゆっくりしている。
バンおじさん
声 - 田原正治 / ケビン・マイケル・リチャードソン
ウサギの雑貨屋。妻と3人の息子娘または、娘と3人の孫たちがいるらしい。ティオとジローさんの2人には名前で呼ばれている。
トビーがウキウキニコニコ町に来る前の出来事を彼に話す（詳細は『スパーキー』の項を参照）。
三つ子（？）バンド
声 - 城雅子、壹岐紹未
3人ともプレーリードッグだが現時点では名前不明。毎回のエピソード中に1回以上出てきて挿入歌（とは言っても場面状況を説明するための2～3小節程度のもの）を歌う、男の子2人（片方はギター＆バックグラウンドコーラス、もう片方はバンジョー＆同左（B.C.）を担当）と女の子1人（メインボーカル担当）からなるバンド。
歌うために登場する時は神出鬼没で、前もって様々な場所に潜んでいることが多い。立ち位置は、基本的に向かって左側から男・女・男の順（第8話Aパートの最初の挿入歌などのように一部例外あり）。
エラ
声 - 壹岐紹未 / モー・コリンズ
ウシでミルクホールを経営している。一人称は「私」。右目の周囲に水滴のような形をした大きな茶色の斑点がある。少しぽっちゃりした体型。
ドック・クワッカーズ
声 - 各務立基 / ジェフ・ベネット
アヒルの医者。一人称は「私」。小さいときからずっとウキウキニコニコ町に住んでいたわけではない（第13話Bパートより）。
ティオ
声 - 山岸治雄 / カルロス・アラズラキ
老人のカメで、ヒスパニックの子孫。一人称は「ワシ」。現実世界のカメと違い、背中の甲羅は取り外し可能で、彼の自宅に何個かストックがある。彼もトビー同様に乗馬シーンは少ないが、一応馬を所持している。
ウキウキニコニコ町で一番の博識で、彼の話によればキャリーが保安官になったのとほぼ同時にペックも副保安官になったらしい（第4話Aパートより）。
昔は「エル・ヨーヨー」という名前のヨーヨーの達人だったが、過失で子供を怪我させてしまったことが原因で、ヨーヨーを廃業＆封印した後ウキウキニコニコ町にやってきた。
年齢は401歳以上で、妹が1人いる。
アビゲイル
声 - / モー・コリンズ
白鳥の新聞記者で、噂を広めるのが大好きらしい。登場人物の中で最も背が高い。
ジローさん
声 - 松本忍
アルマジロの鍛冶屋で、少々気が弱く、ビックリしたときにはすぐに体全体を丸める。バンおじさんと同年代らしいが、一人称は「ボク」。
ダスティ＆ダーティー・ダン
声 - 遠藤純平、野沢聡
イノシシ（顔はブタそのものだが）の兄弟（前者は後者の兄）。ダスティ（服装：袖無しのつなぎ服）はこの名前でしか呼ばれないが、ダーティー（同：シャツの丈不足でヘソ出し）はフルネームで「ダーティー・ダン」と呼ばれる。
一人称はダスティが「ボク」、ダーティー・ダンが「オレ」。いつも共同で鉱石掘りをしている。プリシラ以外では彼ら2人だけがスティンキーを「さん」なしで呼んでいる。

### その他一般キャラ
ウッドチャック知事
ウキウキニコニコ町一帯を管轄している知事。
フリーダ・フォックス
ウキウキニコニコ町に時々来るキツネの女性エンターティナー。キャリー同様に投げ縄が得意だが、興行以外には使用しない。愛馬は「サンプソン」という白馬である。
コーディー
ロードランナーの郵便配達員。普段は郵便配達専門だが、時々宅配をすることがある（第2話Aパートなど）。

## サブタイトル

### シーズン1
| #  | タイトル 原題                                        | あらすじ |
| 1  | てんさいペック Horseshoe Peck                        | バンおじさんとジローさんから蹄鉄投げを教わって、すぐに勝ちまくるペック。しかし、天狗になって町のみんなのヒンシュクを買う。 |
| 1  | きんは どこ？ Callie's Gold Nugget                   | キャリーから預かった金塊に帽子をかぶせてそれを守るペック。しかし、それをすっかり忘れ、「金塊を紛失した」と早合点する。 |
| 2  | トビーの はな Toby Gets Nosy                         | 通販で注文していたカメラが届き、ペックはそれを用いて記念写真を撮ろうと町のみんなに呼びかける。みんながそれに応じて町の広場に集まり始めた頃、トビーも準備に余念がなかった…が、突然彼の鼻先にできものができてしまった！                                                                           |
| 2  | ごめんねトビー Peck Takes It Back                    | 保安官の詰所を何度掃除しても、その度にトビーに（ポップコーンの食べカスで）床を汚され、ペックは彼を「松ぼっくり」と呼んでしまう。 |
| 3  | はしれ！スパーキー Sparky's Lucky Day                | 町内レースの練習中に、スパーキーは転がってきた樽をよけ切れず、藁の山に突入してしまい、それがもとで自信喪失になってしまう。 |
| 3  | オオカミだ！ Peck's Bent Beak                        | プリシラからもらったガッツリクッキーを食べて即、クチバシを損傷したペック。その様子を見て彼を不憫に思ったキャリーが、ウルフ医師を呼ぶのだが… |
| 4  | たすけてね Callie Asks for Help                      | バンおじさんとティオが2人してトビーに「キャリーが保安官になったばかりの頃の出来事」の思い出話をする。 |
| 4  | きえたペックのおやつ Peck's Trail Mix Mix-up         | 郵便屋のコーディーから、頼んでおいたおやつ袋を受け取ったペック。だがおやつが入っている麻袋に胸のバッジが接触し、穴が開いてしまう。 |
| 5  | トビーのやくそく Toby the Cowsitter                  | エラが新製品のミルクセーキを開発した。どうしてもそれを飲みたいトビーだが、金欠でしょげていたところに牛1頭を連れたスティンキーが通りかかり、トビーとある約束をとりつける。 |
| 5  | どろぼうだ！ Callie's Blue Jay Blues                 | ??? |
| 6  | ふくほあんかんのバッジ Priscilla's Lost Love Bird    | 町を視察しに来たウッドチャック知事を出迎える町のみんな。プリシラが知事に挨拶した際に、持っていた日傘で鳥カゴを小突いてしまい、驚いた鳥が2匹とも鳥カゴから飛び去った！ |
| 6  | おどろうよ Callie's Cowgirl Twirl                    | ミルクホールでペックと一緒にダンス練習をしていたキャリー。しかし、ふとしたことから右足に缶がすっぽり入り、なかなか抜けなくなって彼女にしては珍しく「もうお手上げ」状態になる。 |
| 7  | だいすきなクレメンタイン Peck's Darling Clementine   | いつもマイペースなクレメンタイン。スパーキーと比べて、彼女にあまり自主性がなさそうに思えたペックは悩んでいたが、キャリーはその度ごとに「別に構わないわよ」とフォローしていた。その時、… |
| 7  | なげなわ Lasso Come Home                             | キャリーの達人的な投げ縄のパフォーマンスを見たトビーが、「ボクにも教えて教えて」と迫る。キャリーはその迫力に圧倒されつつ、彼に初心者用の短い投げ縄を渡す。 |
| 8  | うそつきトラヴィス Tricky Trouble                    | ペックとトビーは町外れの砂漠を歩いていたが、大きな岩により通行止めの地点に差しかかり困っていた。そこへ行商人のトラヴィスが「岩を取り除いてあげる」という条件で2人に不思議なTシャツを売りつけるのだが…。                                                                                         |
| 8  | トビーのハクション Toby's Untrue Achoo               | トビーは自慢のダンスを町のみんなに披露しようとするが、誰にも相手にされない。しかし、キャリーが風邪気味でダウンしてしまい、みんなに看病されることになったが、それを見ていたトビーは…。 |
| 9  | ペックとトビーのあみもの Peck and Toby's Big Yarn    | バンおじさんの誕生日プレゼントとして手編みのひざ掛けを作成するキャリー。だが、彼女が外出している間に、トビーの体のトゲトゲに編みかけのひざ掛けの毛糸が引っかかってしまった！ |
| 9  | すてきなスティンキー My Fair Stinky                  | プリシラが友達数人と女子会をやっているところに、スティンキーが現れたが、彼が畑で摘んできたヒマワリの花にハチが近寄ってきた！それを撃退した際の方法（オナラをする）により、スティンキーはプリシラに「キチンと着飾って凛々しい態度をとる」ことを厳命される。                                      |
| 10 | がんばれトビー Toby Braves the Bully                 | ??? |
| 10 | かれくさコロコロ The Tumbling Tumbleweed             | ??? |
| 11 | ペックはヒーロー Twist and Shout                     | ある日、砂漠パトロールの最中に、ウキウキニコニコ町の住人たちを時々悩ます「スパゲッティ竜巻」に遭遇し、クレメンタインはペックを乗せたまま、数日前に新設されたばかりの町の鐘にしがみついて耐えた。しかし、町に帰ってきた後でキャリーに「さっきの鐘を鳴らしたのはあなた？」と尋ねられたペックは…。 |
| 11 | ふたりのスター Calamity Priscilla                    | フリーダ・フォックスが久々に町にやって来るという知らせがみんなの知るところとなり、住人たちがこぞって彼女を出迎えた。しかし、そんな彼女にプリシラだけは「何よ、ちやほやされちゃってさ」と言いつつ嫉妬するのだった。                                                                              |
| 12 | まちの おうさま King Stinky                          | スティンキーが、貴重な野菜「草原パプリカ」を採って畑から戻ってきた。彼はすごく疲れていてすぐに寝てしまったが、エラやアビゲイルなどが彼の採ってきた草原パプリカが欲しいと思い始める。しかし…。                                                                                                   |
| 12 | アビゲイルのすごいニュース Abigail's Extra Big Story | 新聞記者のアビゲイルは、特ダネがなくて困っていた。そこにトビーが現れ、新たな特ダネについて色々聞くが、これといってパッとしたものはなかった。彼が去った後、アビゲイルは「自分で新ネタを作る」ことを思いつくが…。                                                                                 |
| 13 | よるの おひさま Here Comes the Sun                   | 夜にキャリーから怖い話を聞き、眠れなくなったペックとトビー、勝手に投げ縄を使い太陽を引っ張ってきて朝にしてしまう。夜に戻そうと月を引っ張ってくるも月は太陽の熱でどろどろに溶けてしまい…。 |
| 13 | むしが くる！ Bug Trouble                            | コーディーの知らせで、ルタベリーの畑に腹ペコの虫の大群が近づいていると知ったキャリー、収穫後のベリーの置き場所で争っていた村の住民たちにベリーの収穫を手伝ってもらおうとするも、今度はベリーの摘み方で喧嘩をしてしまい…。                                                                       |
| 14 | いたずらなカンガルーネズミ The Pesky Kangaroo Rat    | ティオが平原ピクルスを採るのを手伝ったキャリーたち。そこへカンガルーネズミの大群が押し寄せるが、ネズミたちは単に通り過ぎただけということで安心する4人。しかし、町に戻ってから4人は、トビーのバスケットの中に迷子のネズミが入っていたのを見て驚く。                                              |
| 14 | うしとカウボーイ Cattle Overdrive                    | スティンキーの牛追いを手伝うことになったキャリーたち。スティンキー＆キャリー、ペック＆トビーの2班に分かれて行動することになったが、ペックたちが導く牛たちのうちの1頭・ボッシーが草を食べ始め、そこから1歩も動かなくなる。…                                                                      |
| 15 | ごうとうだぞ！ Train Bandits                         | ジャンクション村で開催される保安官の大会のために、列車で同席するキャリーたちとウッドチャック知事。だが、彼女がペックを連れて食堂車に移動すると、そこには運悪く強盗団が！彼らはキャリーたちに興味ないふりをし、食堂車から出て即、キャリーたちを閉じ込めてしまった！                              |
| 15 | おおきな きょうだいげんか A Dirty Dusty Apology      | 「ジローさんに鉄鉱を届けてあげて」というキャリーの伝言に応じるダン＆ダスティの兄弟。だが、鉄鉱石が大量にある坑内で作業にとりかかる際に、2人は兄弟ゲンカを始め、彼らの仲はバンおじさんやキャリーが助言・忠告などしても修復不可能なほどひどくなっていた！                                         |
| 16 | スパーキーのライバル Sparky's Rival                  | ウキウキニコニコ町に新品の大型機関車がやってきた。その機関車の機関士の勧めで、キャリーは機関車（通称：「鉄の馬」）に試乗するが、それを見たスパーキーが一時行方不明になる。 |
| 16 | たいほするぞ Jail Crazy                              | ミルクホールで町の規則について議論するキャリーとペック。そこに急な通報が入り、キャリーは町の外へ。彼女に町の治安を託されたペックだが、規則を妄信しすぎて些細なことで町のみんなを次々に逮捕してしまう。                                                                                          |
| 17 | とべるよ Horsefeathers                               | 無意識のうちにバンおじさんの商品整理を妨害してしまうトビー（彼の体のトゲトゲが荷馬車の馬の体に触れた）。そのために馬が暴走し、荷馬車の荷台からこぼれた様々な商品のうち糖蜜と枕用の羽が相次いでクレメンタインに直接降りかかった！                                                                |
| 17 | なかよし きょうだい My Brother's Sleeper             | キャリーの司会で開催されたベッドレース。ダンとダスティの兄弟はコンビで協力しあうことを誓い合ったが、それはすぐにキャリーに却下され、結局ダンはトビーと、またダスティはペックとコンビになるのだった。                                                                                            |
| 18 | やまにいこう Hike to Wish Mountain                   | ??? |
| 18 | こころのことば Rhymin' Rodeo                         | ??? |
| 19 | おそろしいへいげん Stagecoach Stand-Ins              | ペコス・パグの代理でリバータウンまで荷物の配達を請け負うことになったペック＆トビー。その途中の地点に「恐ろしい平原」があると聞き、おびえながら現場に向かう。少し後で、2人が金貨を持参していないことにキャリーが気づき、彼女は2人のもとへ向かった。                                              |
| 19 | あぶない きんこう Gold Mine Mix-Up                   | いつものように忙しいバンおじさん。彼の雑貨屋に、エラ、プリシラ、ドック、キャリー他1人の計5人がほぼ同時に来店することで忙しさに拍車がかかった。その後、忙しさが緩和されそうにない雑貨屋にダンが来て、おじさんにダスティへの伝言を依頼したが、おじさんはまたしても伝言ミスをしてしまう。          |
| 20 | パイどろぼう The Pie Thief                           | キャリーが審査員になって開催された「パイ・コンテスト」。みんなが自信作のパイを持ち寄って集まった。しかし、プリシラは他の全員がキャリーからコンテストのルールなどを聞いている間に、パイの香気の誘惑に負けてつまみ食いをしてしまった！                                                            |
| 20 | きんの いし Fool for Gold                            | ミルクホールで将来の夢について語り合う町の住人たち。程なくして、バンおじさんが自宅の裏庭で金塊を掘り当てるも、それはダン＆ダスティによれば偽物だったが、彼は大都会への引っ越しを決断する。 |
| 21 | オウムのペドロ Parrotin' Pedro                       | ウキウキニコニコ町へやってきたペドロ、最初にペックに出会い、友達になるが、エラの店で、ペックの言ったことを何度もオウム返し、ペックを怒らせてしまう。仲直りをしようとペックはペドロに本当の気持ちを伝えようとするも、また話したことをオウム返しされてしまい…。                                   |
| 21 | しんぶんきしゃ Toby Gets the Scoop                   | アビゲイルに憧れて新聞記者のお手伝いをするトビー、ダンとダスティの作ったトランプタワーを取材しようとするも壊してしまい空回り、ジローさんの水汲み場所でも水をこぼしてしまい空回り、今度は汽車に勝手に乗ってしまい…。                                                                             |
| 22 | おヒゲのトビー Moustache Toby                        | ??? |
| 22 | おいしいチリ Doc's Cheatin' Chili                    | ??? |
| 23 | チクチクだ The Prickly Pair                          | ??? |
| 23 | おばけが でた！ Crystal Cave Caper                   | ??? |

### シーズン2
| #  | タイトル 原題                                                        | あらすじ |
| 1  | ブーツ・オブ・コンセクウェンシズ Boots or Consequences               | ???      |
| 1  | ザ・グッド、ザ・バッド＆ザ・ヨーヨー The Good, the Bad and the Yo-Yo | ???      |
| 2  | たたかうペック Peck's Deputy Drill                                   | ???      |
| 2  | はなと どろんこ A Fistful of Flowers                                 | ???      |
| 3  | プレゼント Quilting Time                                             | ???      |
| 3  | きれいなダン When Dirty Turned Purty                                 | ???      |
| 4  | たるの なか A Barrel Full of Trouble                                 | ???      |
| 4  | ペックはピエロ Peck Clowns Around                                    | ???      |
| 5  | トビーのクリスマス Toby's Christmas Critter                          | ???      |
| 5  | ぬすまれたツリー A Very Tricky Christmas                             | ???      |
| 6  | わるものトヒー Bandit Toby                                           | ???      |
| 6  | そらとふ-とろほう Barnstorming Bandit                                | ???      |
| 7  | たまされた! Peck Gets Fooled                                         | ???      |
| 7  | ききゅうか-とんた Doc's Runaway Balloon                              | ???      |
| 8  | まとろほう Sparky Runs Wild                                          | ???      |
| 8  | ミルクセーキ Milkshake Shakedown                                     | ???      |
| 9  | ゆきよ ふれ Toby's First Snow                                        | ???      |
| 9  | スケート ヒュンヒュン Blazing Skaters                                | ???      |
| 10 | うしのショー The Long Adios                                          | ???      |
| 10 | しょうほうしゃ Fire Engine Fuss                                      | ???      |
| 11 | わるいハケタカ Wrong Way Wagon Train                                 | ???      |
| 11 | そらとふ ほうし Peck and Toby's Tall Twirl                           | ???      |
| 12 | おおあたり The Prize Fight                                           | ???      |
| 12 | みんなオシャレ Buckle Hustle                                         | ???      |